# Bjarki Már Elísson
Bjarki Már Elísson (født 16. maj 1990 i Reykjavik, Island) er en islandsk håndboldspiller, som spiller i TBV Lemgo og på Islands herrehåndboldlandshold.
Han deltog under EM i håndbold 2020 i Sverige/Østrig/Norge.